# ジョヴァンニ・モローネ
ジョヴァンニ・モローネ（伊：Giovanni Morone, 1509年1月25日 - 1580年12月1日）は、16世紀イタリアの聖職者、外交官。ローマ教皇庁で外交官として活動、折衝を重ねてトリエント公会議を決議へと導き、カトリックの対抗宗教改革を推進した。

## 生涯
ミラノ出身。パドヴァで法学を学び博士号を取得、1529年にローマ教皇クレメンス7世によりモデナ司教に任命された。1534年から教皇パウルス3世の任命で教皇特使を務め、1536年より教皇大使としてドイツ（神聖ローマ帝国）を中心にカトリックとプロテスタントの対立解消を模索して外交活動を展開、1542年には枢機卿に任命された。武力行使に否定的でプロテスタントとの対話を望む神聖ローマ皇帝兼スペイン王カール5世の宗教政策を支持していたが少数派に止まり、プロテスタントとの対話が失敗するとカトリックの自己改革（対抗宗教改革）に問題を切り替え、改革に取り組むための公会議討議に目を向けていった。
ところが宗教に寛容な姿勢が教皇パウルス4世に疎まれ、1557年になると異端に与したと嫌疑をかけられ、サンタンジェロ城に幽閉されて異端審問にかけられた。2年後の1559年にパウルス4世が死去すると状況が好転、次の教皇ピウス4世により釈放、再び外交官として重用された。
1562年から始まったトリエント公会議第3会期では教皇特使と公会議議長を務め、ピウス4世の甥のカルロ・ボッロメーオ枢機卿と共に議事進行を取り仕切った。教皇権に対する司教の権利が同格だと言う主張が現れ、スペイン・フランス・ドイツ代表団が支持して公会議決裂の危機が迫ると、代表団の後ろ盾になっていた神聖ローマ皇帝フェルディナント1世と直接交渉、司教の権利に関する主張を実質的に撤回させ、1563年にトリエント公会議を決議・閉会へと導いた。
以後公会議決議の監督・推進を行う委員会にボッロメーオと共に入り、異端審問の件が災いして教皇になれなかったが、1570年に枢機卿団の首席に就任、オスマン帝国に対抗するカトリック君主同盟を結成させるべく奔走した。1580年12月1日、ローマで71歳で死去。